# Noivinha-castanha
O  Xolmis rubetra  é uma espécie de ave da família Tyrannidae. É endêmico da Argentina.
Seus habitats naturais são matagais subtropicais ou tropicais secos e pastagens.